# Temporada 1984-85 de los Denver Nuggets
La temporada 1984-85 fue la novena de los Denver Nuggets en la NBA, tras la fusión de la liga con la ABA, donde había jugado nueve temporadas. La temporada regular acabó con 52 victorias y 30 derrotas, ocupando el segundo puesto de la conferencia Oeste, clasificándose para los playoffs, en los que cayeron en las finales de la Conferencia Oeste ante Los Angeles Lakers.

## Elecciones en elDraft
| Ronda | Puesto | Jugador      | Posición | Nacionalidad   | Universidad     |
| ----- | ------ | ------------ | -------- | -------------- | --------------- |
| 2     | 42     | Willie White | Escolta  | Estados Unidos | Chattanooga     |
| 7     | 149    | Mark Simpson | Alero    | Estados Unidos | Catawba College |

## Temporada regular
| División Atlántico  | División Atlántico | División Atlántico | División Atlántico | División Atlántico | División Atlántico | División Atlántico | División Atlántico | División Atlántico |
| Equipo              | G                  | P                  | %                  | PD                 | Casa               | Fuera              | Div                |                    |
| ------------------- | ------------------ | ------------------ | ------------------ | ------------------ | ------------------ | ------------------ | ------------------ | ------------------ |
| y-Denver Nuggets    | 52                 | 30                 | .634               | –                  | 34–7               | 18–23              | 17–13              |                    |
| x-Houston Rockets   | 48                 | 34                 | .585               | 4                  | 29–12              | 19–22              | 20–10              |                    |
| x-Dallas Mavericks  | 44                 | 38                 | .537               | 8                  | 24–17              | 20–21              | 14–16              |                    |
| x-Utah Jazz         | 41                 | 41                 | .500               | 11                 | 26–15              | 15–26              | 19–11              |                    |
| x-San Antonio Spurs | 41                 | 41                 | .500               | 11                 | 30–11              | 11–30              | 12–18              |                    |
| Kansas City Kings   | 31                 | 51                 | .378               | 21                 | 23–18              | 8–33               | 8–22               |                    |

## Playoffs

### Primera ronda
Denver Nuggets vs. San Antonio Spurs 
| Fecha       | Partido                                   | Ciudad      |
| ----------- | ----------------------------------------- | ----------- |
| 18 de abril | Denver Nuggets 141, San Antonio Spurs 111 | Denver      |
| 20 de abril | Denver Nuggets 111, San Antonio Spurs 113 | Denver      |
| 23 de abril | San Antonio Spurs 112, Denver Nuggets 115 | San Antonio |
| 26 de abril | San Antonio Spurs 116, Denver Nuggets 111 | San Antonio |
| 28 de abril | Denver Nuggets 126, San Antonio Spurs 99  | Denver      |
|             | Denver Nuggets gana las series 3-2        |             |

### Semifinales de Conferencia
Denver Nuggets vs. Utah Jazz 
| Fecha       | Partido                            | Ciudad         |
| ----------- | ---------------------------------- | -------------- |
| 30 de abril | Denver Nuggets 130, Utah Jazz 113  | Denver         |
| 2 de mayo   | Denver Nuggets 131, Utah Jazz 123  | Denver         |
| 4 de mayo   | Utah Jazz 132, Denver Nuggets 123  | Salt Lake City |
| 5 de mayo   | Utah Jazz 118, Denver Nuggets 125  | Salt Lake City |
| 7 de mayo   | Denver Nuggets 116, Utah Jazz 104  | Denver         |
|             | Denver Nuggets gana las series 4-1 |                |

### Finales de Conferencia
Los Angeles Lakers vs. Denver Nuggets 
| Fecha      | Partido                                    | Ciudad      |
| ---------- | ------------------------------------------ | ----------- |
| 11 de mayo | Los Angeles Lakers 139, Denver Nuggets 122 | Los Angeles |
| 14 de mayo | Los Angeles Lakers 114, Denver Nuggets 136 | Los Angeles |
| 17 de mayo | Denver Nuggets 118, Los Angeles Lakers 136 | Denver      |
| 19 de mayo | Denver Nuggets 116, Los Angeles Lakers 120 | Denver      |
| 22 de mayo | Los Angeles Lakers 153, Denver Nuggets 109 | Los Angeles |
|            | Los Angeles Lakers gana las series 4-1     |             |

## Estadísticas
| Rk | Jugador       | Edad | P  | PT | MP   | TC   | TCI  | %TC  | T3  | T3I | %T3  | TL  | TLI | %TL  | RO  | RD  | RT  | AS  | RB  | TAP | BP  | FP  | PTS  |
| -- | ------------- | ---- | -- | -- | ---- | ---- | ---- | ---- | --- | --- | ---- | --- | --- | ---- | --- | --- | --- | --- | --- | --- | --- | --- | ---- |
| 1  | Alex English  | 31   | 81 | 81 | 36.1 | 11.6 | 22.4 | .518 | 0.0 | 0.1 | .200 | 4.7 | 5.7 | .829 | 2.5 | 3.1 | 5.7 | 4.2 | 1.2 | 0.6 | 3.1 | 3.2 | 27.9 |
| 2  | Calvin Natt   | 28   | 78 | 76 | 34.1 | 8.8  | 16.1 | .546 | 0.0 | 0.0 | .000 | 5.7 | 7.2 | .793 | 2.7 | 5.1 | 7.8 | 3.1 | 1.0 | 0.4 | 2.4 | 2.3 | 23.3 |
| 3  | Fat Lever     | 24   | 82 | 82 | 31.2 | 5.2  | 12.0 | .430 | 0.1 | 0.3 | .250 | 2.4 | 3.1 | .770 | 1.8 | 3.2 | 5.0 | 7.5 | 2.5 | 0.4 | 2.5 | 2.8 | 12.8 |
| 4  | T.R. Dunn     | 29   | 81 | 81 | 28.3 | 2.2  | 4.4  | .489 | 0.0 | 0.0 | .000 | 1.0 | 1.4 | .724 | 2.1 | 2.7 | 4.8 | 1.9 | 1.7 | 0.2 | 0.8 | 2.6 | 5.4  |
| 5  | Wayne Cooper  | 28   | 80 | 78 | 25.4 | 5.1  | 10.7 | .472 | 0.0 | 0.0 | .000 | 2.0 | 2.9 | .685 | 2.9 | 5.0 | 7.9 | 1.1 | 0.4 | 2.5 | 1.9 | 3.8 | 12.1 |
| 6  | Dan Issel     | 36   | 77 | 9  | 21.9 | 4.7  | 10.3 | .459 | 0.0 | 0.1 | .143 | 3.3 | 4.1 | .806 | 1.0 | 3.3 | 4.3 | 1.8 | 0.8 | 0.4 | 1.2 | 2.2 | 12.8 |
| 7  | Bill Hanzlik  | 27   | 80 | 1  | 20.9 | 2.8  | 6.5  | .421 | 0.0 | 0.2 | .067 | 2.3 | 3.0 | .756 | 1.1 | 1.5 | 2.6 | 2.6 | 1.1 | 0.3 | 1.4 | 3.6 | 7.8  |
| 8  | Elston Turner | 25   | 81 | 2  | 18.4 | 2.2  | 4.8  | .466 | 0.0 | 0.1 | .167 | 0.6 | 0.8 | .785 | 1.1 | 1.6 | 2.7 | 2.0 | 1.2 | 0.1 | 0.9 | 1.9 | 5.1  |
| 9  | Mike Evans    | 29   | 81 | 0  | 17.7 | 4.0  | 8.2  | .489 | 0.7 | 1.9 | .363 | 1.4 | 1.6 | .863 | 0.3 | 1.1 | 1.5 | 2.9 | 0.8 | 0.1 | 1.6 | 2.1 | 10.1 |
| 10 | Danny Schayes | 25   | 56 | 0  | 9.7  | 1.1  | 2.3  | .465 | 0.0 | 0.0 |      | 1.4 | 1.7 | .814 | 0.9 | 1.7 | 2.6 | 0.7 | 0.4 | 0.4 | 0.8 | 1.8 | 3.6  |
| 11 | Joe Kopicki   | 24   | 42 | 0  | 7.3  | 1.2  | 2.3  | .526 | 0.0 | 0.1 | .667 | 1.0 | 1.3 | .796 | 0.7 | 1.4 | 2.0 | 0.7 | 0.3 | 0.0 | 0.7 | 1.4 | 3.5  |
| 12 | Willie White  | 22   | 39 | 0  | 6.0  | 1.3  | 3.2  | .419 | 0.1 | 0.3 | .364 | 0.5 | 0.8 | .677 | 0.4 | 0.5 | 0.9 | 0.7 | 0.1 | 0.1 | 0.8 | 0.6 | 3.3  |

## Galardones y récords
| Jugador      | Galardón                               |
| Vince Boryla | Ejecutivo del Año de la NBA            |
| T.R. Dunn    | 2.º Mejor quinteto defensivo de la NBA |
| Alex English | All-Star                               |
| Calvin Natt  | All-Star                               |